# Gothaisches genealogisches Handbuch
Het Gothaisches genealogisches Handbuch is een Duits genealogisch naslagwerk dat sinds 2015 verschijnt. Het is te beschouwen als een voortzetting van het Genealogisches Handbuch des Adels (GHdA) en de Almanach de Gotha.

## Geschiedenis
Sinds 1951 werd het GHdA uitgegeven door C.A. Starke Verlag te Limburg an der Lahn. In 2013 werd overeengekomen met de Stiftung Deutsches Adelsarchiv dat deze laatste de verantwoordelijkheid voor de uitgave zou overnemen, een stichting waarmee Starke al jarenlang samenwerkte. In juli 2015 verscheen het eerste deel van deze reeks, met als deeltitel: Gothaisches genealogisches Handbuch der fürstlichen Haüser (Band I) bij de daarvoor opgerichte Verlag des Deutschen Adelsarchivs te Marburg. Het voorwoord van die eerste uitgave is van de hand van de voorzitter van de stichting, Dr. Alfred Prinz v. Schönburg-Hartenstein. Hij schetst daarin een korte geschiedenis van de twee genoemde voorgangers en dankt de  eigenaren van C.A. Starke Verlag, sinds 1946 opvolgende leden van de familie Kretschmer, die van 1951 tot 2015 de reeks van het GHdA hebben uitgegeven.

## Inhoud
De opzet van het Gothaisches genealogisches Handbuch (GGH) volgt die van het GHdA, met enige opmaakverschillen; ook de uitvoering is vrijwel gelijk aan die van zijn voorganger. De eisen aan de opname van de gegevens zullen even hoog (of hoger) zijn als die van het GHdA. Het eerst verschenen deel betreft vorstelijke huizen, met ook een 1e, 2e en 3e afdeling: in de eerste worden onder andere alle regerende en voormalige regerende vorstenhuizen opgenomen. De tweede afdeling omvat die geslachten die op 8 juli 1815 volgens de Duitse Bundesakte ebenbürtig werden verklaard aan de geslachten van de eerste afdeling. De afdeling III A omvat geslachten waaraan een vorstelijke of hertogelijke titel is toegekend; III B omvat takken van geslachten uit de eerste afdeling die niet volgens het familierecht of een door het hoofd van dat geslacht ebenbürtig erkend huwelijk hebben gesloten.
Naast de serie met vorstelijke geslachten (rode band) bestaan er de series met grafelijke (donkergroene band), baronale (blauwe band) en ongetitelde adellijke (lichtgroene band) geslachten; elke serie kent ook een serienummer, naast het bandnummer van de volledige reeks. Daarmee treedt het GGH ook geheel in de voetsporen van het GHdA.

## Reeksen

### Fürstliche Häuser
- 1 (2015) - 2 (2018)

### Gräfliche Häuser
- 1 (2016) - 2 (2019)

### Freiherrliche Häuser
- 1 (2017) - 2 (2020)

### Adelige Häuser
- 1 (2015) - 6 (2020)